# Tony Buzan
Anthony Peter Buzan řečený Tony Buzan ([ˈbuːzən]; 2. června 1942 Londýn, Spojené království – 13. dubna 2019 Oxford) byl anglický autor a výchovný poradce.
Tony Buzan zpopularizoval myšlenku duševní gramotnosti a techniku zvanou myšlenkové mapy,, inspirován technikami užívanými Leonardem da Vinci, Albertem Einsteinem a Josephem D. Novakem.

## Životopis
Narodil se v Palmers Green v londýnské čtvrti Enfield v hrabství Middlesex. Je absolventem Kitsilano Secondary School ve Vancouveru, kde byl v letech 1959–1960 hlavním chlapeckým prefektem. V prosinci 2006 vydal vlastní program na podporu mentálního mapování nazvaný iMindMap. The Buzan Organisation má ochranné známky na frázi 'myšlenková mapa' v kontextu kurzů osobnostního rozvoje ve Spojeném království, USA a Německu. Ochranná známka není registrována v záznamech Kanadského úřadu pro duševní vlastnictví. Jeho bratr – akademik Barry Buzan – je propagátorem mnemotechnických pomůcek a techniky myšlenkových map.
Podle seriálu Use Your Head vysílaném BBC je většina jeho myšlenek obsažena v jeho pěti knihách: Use Your Memory (Používejte paměť), Master Your Memory (Ovládněte paměť), Use Your Brain (Používejte hlavu), The Speed Reading Book (Kniha rychlého čtení) a The Mind Map Book (Myšlenkové mapy). Je autorem nebo spoluautorem více než 100 monografií přeložených do řady jazyků. Do češtiny bylo přeloženo okolo třinácti děl v různých vydáních.
Jako autor populární psychologické literatury psal Tony Buzan o tématech týkajících se mozku, „geniálního kvocientu (GQ)“, duchovní inteligence, paměti, kreativity čili tvořivosti a rychlého, resp. inteligentního čtení.
Je zakladatelem a prezidentem Brain Foundation (nezaměňovat s různými subjekty souvisejícími s medicínou se stejným názvem) a zároveň Brain Trust Charity, World Memory Championships a World Championships of the Brain. Je spoluzakladatelem London's Mind Body Spirit Festival stejně jako Mind Sports Olympiad.
Kritici nazývají mentální mapování pseudovědou, zpochybňují existenci důkazu podporujícího techniku a užitečnost myšlenkových map.
Tony Buzan zemřel v 76 letech na infarkt v John Radcliffe Hospital v Oxfordu.

## Výběrová bibliografie (autorství nebo spoluautorství)
- Modern Mind Mapping for Smarter Thinking [e-book] (Cardiff: Proactive Press, 2013, ISBN 978-1-908934-09-3, https://www.hoopladigital.com/title/11746008. Accessed 8 Nov. 2022)
- The Most Important Graph in the World: …And How It Will Change Your Life! (Cardiff: Proactive Press, 2012, ISBN 978-1-908934-01-7)
- Brain Training for Kids (Cardiff: Proactive Press, 2012, ISBN 978-1-908934-00-0)
- Mind Maps for Business (Harlow: Pearson, 2010,ISBN 978-1-4066-4290-2)
- The Memory Book: How to Remember Anything You Want (Harlow: Pearson Education, 2010,ISBN 978-1-4066-4426-5)
- Master Your Memory: more inspiring ways to increase the power of your memory, focus and creativity (London: BBC Active, 2006,ISBN 1-4066-1022-4)
- Use Your Memory: understand your mind to improve your memory and mental power (London: BBC Active, 2006,ISBN 1-4066-1018-6)
- The Mind Map Book. Radiant Thinking: The Major Evolution in Human Thought ([s. l.], [s. n.], 1993, ISBN 0-563-36373-8)
- Use Your Perfect Memory: Dramatic New Techniques for Improving Your Memory Based on the Latest Discoveries About the Human Brain. 3rd ed. completely rev. and updated ed. (New York: Penguin, 1991, ISBN 978-0-452-26606-3)
- Use Your Perfect Memory (New York: Plume, 1991, ISBN 0-452-26606-8)
- Make the Most of Your Mind (New York: Simon & Schuster, ©1984, ISBN 0-671-49519-4)
- Speed Memory (London: David & Charles, 1977, ISBN 0-7153-7365-X)
- Use Your Head (London: BBC, 1974, ISBN 0-563-10790-1)
- Spore One – Structure in Hyperspace, and other poems (London: Boydell Press, 1972, ISBN 0-85115-016-0)
- Speed Reading (London: Sphere, 1971, ISBN 0-7221-2119-9)